# Kiikansaari
Kiikansaari är en ö i Finland. Den ligger i Kalajoki älv och i kommunen Kalajoki i den ekonomiska regionen  Ylivieska ekonomiska region  och landskapet Norra Österbotten, i den centrala delen av landet, 400 km norr om huvudstaden Helsingfors. Öns area är 28,5 hektar och dess största längd är 1 kilometer i sydväst-nordöstlig riktning.